# كارتر وليامز
كارتر وليامز (بالإنجليزية: Carter Williams)‏ (30 مارس 1980 - ) هو ملاكم كيك بوكسينغ وفنان قتال مختلط وملاكم أمريكي، صنّف ضمن فئة وزن ثقيل.

## روابط خارجية
- كارتر وليامز على موقع بوكس ريك (الإنجليزية) (registration required)
- كارتر وليامز على موقع شيردوغ (الإنجليزية)